# Bulbophyllum vareschii
Bulbophyllum vareschii là một loài phong lan thuộc chi Bulbophyllum.